# Àrquies de Xipre
Àrquies de Xipre (en grec antic: Ἀρχίας, llatí: Archias) fou governador de l'illa de Xipre sota Ptolemeu VI Filomètor i va ser subornat per Demetri I Soter el 155 aC per trair al rei egipci i entregar-li l'illa, però va ser descobert i es va suïcidar.